# Holywell Row
Holywell Row är en by i civil parish Beck Row, Holywell Row and Kenny Hill, i distriktet West Suffolk, i grevskapet Suffolk, i England. Byn ligger 55,8 km från Ipswich. Orten har 503 invånare (2015).